# Pygopleurus orientalis
Pygopleurus orientalis är en skalbaggsart som beskrevs av Rudolph Petrovitz 1957. Pygopleurus orientalis ingår i släktet Pygopleurus och familjen Glaphyridae. Inga underarter finns listade i Catalogue of Life.